# Barra obliqua
La barra obliqua (/), detta anche più semplicemente barra o sbarra (e talvolta slash /slæʃ/, che è il suo nome inglese), è un carattere tipografico.
Graficamente consiste in un piccolo segmento, inclinato dal basso a sinistra verso l'alto a destra. Si differenzia dalla barra inversa proprio per il suo orientamento, che è speculare rispetto a quest'ultima.

## Etimologia
Nel Tommaseo barra viene riportato come:
mentre delle definizioni più moderne sono:
(De Mauro, dizionario della lingua italiana)
(Sabatini Coletti)

## Utilizzo
La barra obliqua ha diversi utilizzi in diversi campi.

### In informatica
- Come separatore nei percorsi di un file system in Unix e nei sistemi Unix-like:

/usr/local/bin
/data/readme.txt
- Negli URL:

http://it.wikipedia.org/wiki/Punteggiatura
ftp://ftp.mozilla.org/pub/
- In diversi linguaggi di programmazione (per esempio C, C++ e Java), la barra è usata per delimitare i commenti:

/* Commento 1 */
// Commento 2
- In HTML, SGML, XML e linguaggi derivati[7], lo slash serve a concludere un tag:

<title>Prima pagina</title>
<Database name="miodb"/>
- In MS-DOS, la barra è usata per specificare opzioni di un comando[8]:

dir /w
- In quasi tutti i linguaggi di programmazione, la barra è l'operatore della divisione. Per esempio in C[9]:

int x = 12/3;
x /= 2;
- Nello schema di indirizzamento CIDR, la barra serve a definire il numero di bit per la parte di indirizzo della rete[10]:

66.100.50.0/24

### In fonologia
In fonologia una doppia sbarra obliqua (/…/) è usata, secondo una convenzione internazionale, per delimitare le trascrizioni fonematiche (sia che esse usino l'AFI o altri sistemi) o i singoli fonemi:
giro /ˈʤiro/
slash /slæʃ/
/a/
Tra parentesi quadre ([…]) si racchiudono invece le trascrizioni fonetiche (quelle cioè che contengono anche particolari non distintivi della pronuncia, e non sono perciò fonematiche):
giro [ˈʤi:ro]

### In matematica
In matematica, due barre verticali || o due barre oblique // indicano due rette parallele (si veda Parallelo (simbolo)). Nella scrittura di espressioni matematiche mediante l'utilizzo di semplici caratteri ASCII non estesi, la barra indica l'operazione di divisione: 3 + (14/7) = 5. Inoltre, una barra obliqua (/) può significare, in linguaggio matematico "tale che" (es. x/x < 3, si legge "x tale che x sia minore di 3).

### Altri usi
La barra separa in una poesia un verso dall'altro, quando non si va a capo alla fine di ciascun verso. Si utilizza anche come separazione fra diverse alternative (ad esempio, quando le due congiunzioni e e o vengono associate: "e/o") o nelle date dove, però, se si indicano estremi cronologici sarebbe da usare il trattino. È usato per scrivere unità di misura espresse da frazioni. Nei tabelloni del gioco del bowling, la barra indica uno spare, ossia l'abbattimento dei dieci birilli in due colpi. In elettrotecnica, due barre oblique indicano una connessione in parallelo di due bipoli.
Seguono vari esempi dell'uso della barra:
- "Ei fu. Siccome immobile / dato il mortal sospiro / stette la spoglia immemore / orba di tanto spiro / […]" (Manzoni).
- Oggi è il 21/05/2025
- 100 km/h
- Mangiare e/o dormire
- Il/la sottoscritto/a … nato/a a …